# Dicée de Mindoro
Dicaeum retrocinctum
Espèce
Statut de conservation UICN

 VU A2c+3c+4c;B1ab(i,ii,iii,iv,v) : Vulnérable
Le Dicée de Mindoro  (Dicaeum retrocinctum) est une espèce de passereau placée dans la famille des Dicaeidae.

## Répartition
Il est endémique aux Philippines.

## Habitat
Il habite les forêts humides tropicales et subtropicales en plaine.
Il est menacé par la perte de son habitat.